# Gaby Moreno

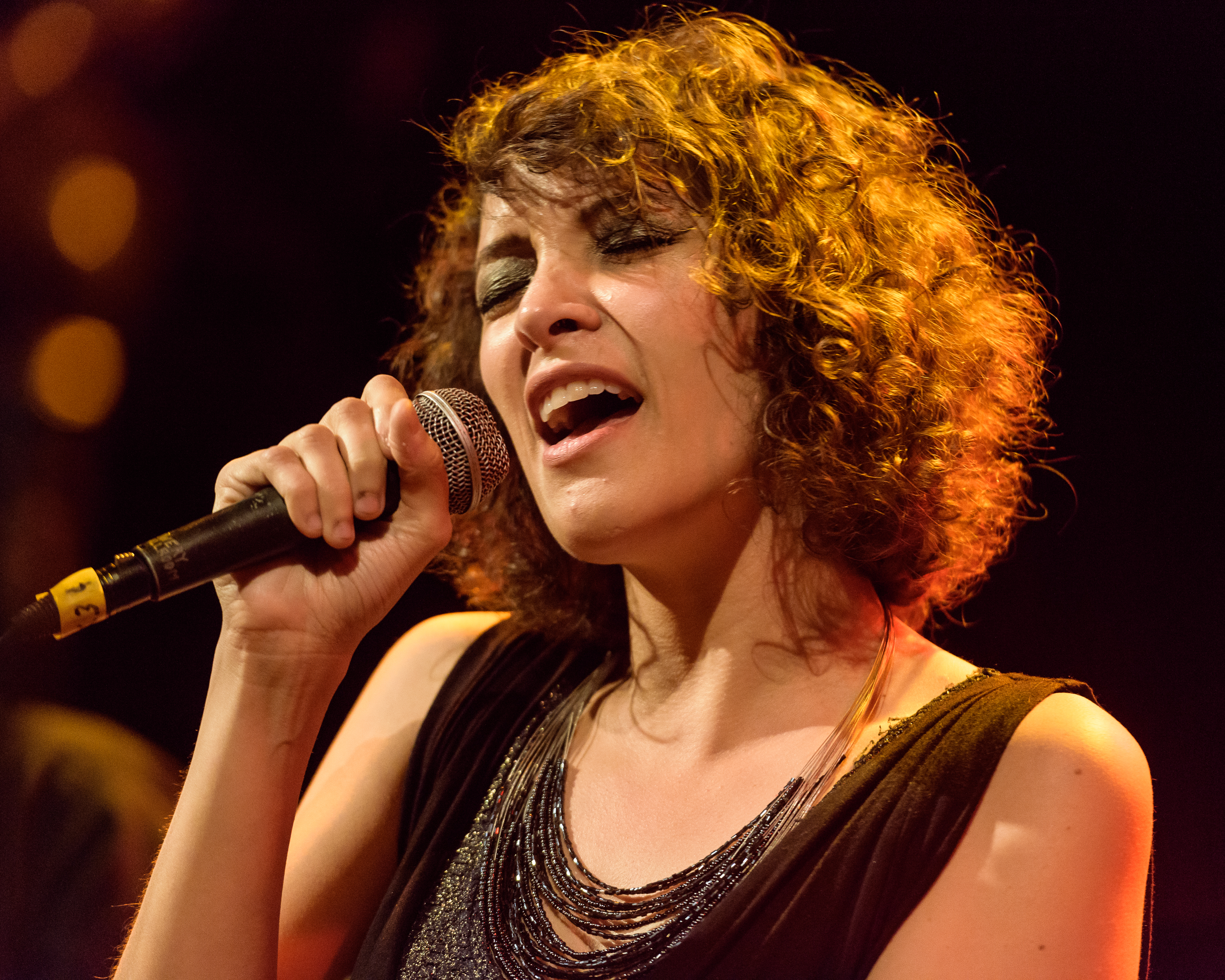
Gaby Moreno in New York City (2015)

Maria Gabriela Moreno Bonilla (* 16. Dezember 1981 in Guatemala-Stadt) ist eine guatemaltekische Sängerin, Songwriterin und Gitarristin. Die Grammy-Preisträgerin singt ihre von Blues, Soul und Jazz beeinflussten Lieder auf Englisch und Spanisch. In Lateinamerika wurde sie Anfang 2012 durch das Lied Fuiste tú – das Ricardo Arjona 2011 mit ihr aufnahm – einem größeren Publikum bekannt.

## Leben

### Kindheit
Schon in jungen Jahren spielte die Musik eine wichtige Rolle in Morenos Leben. So sang sie im Alter von zwei Jahren auf Familienfesten und da ihre Mutter ihr Gesangstalent frühzeitig entdeckte, fing sie mit fünf Jahren an, Gesangsunterricht zu nehmen. Später sang sie auf Festivals Disney-Songs und mit zehn Jahren trat sie im Vorprogramm von Ricky Martin auf.
Im Alter von 14 Jahren hörte Moreno auf einer Urlaubsreise in New York City einen ihr bis dahin unbekannten Musikstil, den Blues. Etwa zur selben Zeit bekam sie von ihrer Mutter ihre erste Gitarre geschenkt und sie begann, Lieder von Jimi Hendrix darauf zu spielen. In der Folgezeit kam sie über den Blues auch zu anderen Musikstilen wie Jazz, Folk oder R&B, die neben den lateinamerikanischen Einflüssen auch heute in ihren Liedern zu finden sind.

### Karriere

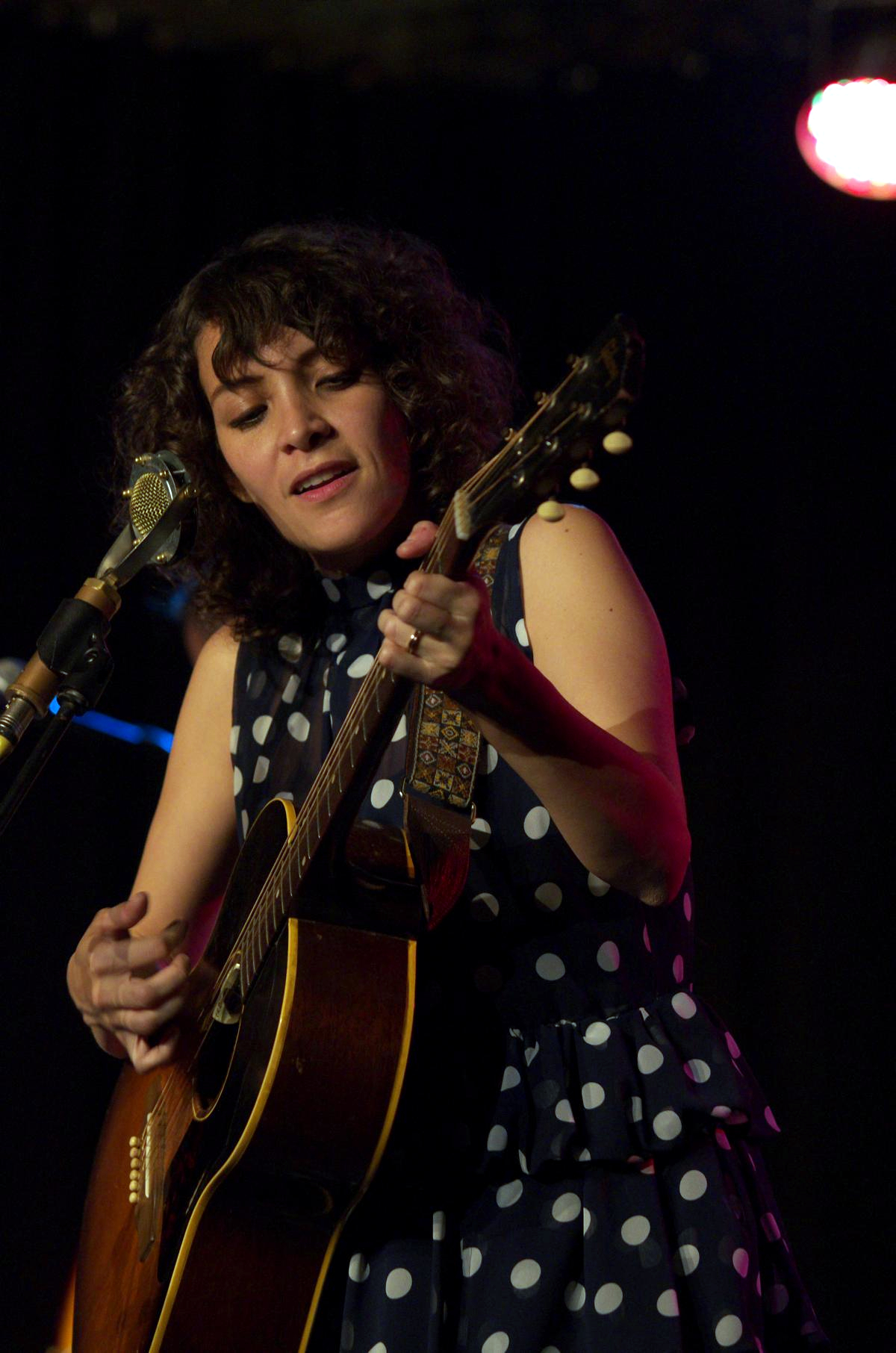
Moreno in Friedrichshafen (2015)

Im Oktober 2000 zog Moreno zur Vertiefung ihrer Musikausbildung nach Los Angeles, dort lebt sie noch heute. Sie studierte Musik am Hollywooder Musician’s Institute (MI), wo sie auch einige ihrer jetzigen Bandmitglieder kennengelernt hat. 2006 gewann sie mit dem Lied Escondidos den renommierten John Lennon Song Writing Contest.
2008 erschien ihr Debütalbum Still the Unknown, das acht englisch- und zwei spanischsprachige Titel enthält. Ein Jahr später sang sie das von Charlie Chaplin komponierte Lied Smile im gleichen Jahr erschienenen Dokumentarfilm The Cove von Regisseur Louie Psihoyos, der in der Kategorie Bester Dokumentarfilm 2010 mit einem Oscar ausgezeichnet wurde. 2010 erhielt sie gemeinsam mit Vincent Jones eine Emmy-Nominierung für die Komposition der Titelmelodie der NBC-Fernsehserie Parks and Recreation. Außerdem wurde ihre Komposition Greenhorne Man in Fernsehshows wie Lincoln Heights, Ghost Whisperer und MTVs The Hills eingesetzt. Ein Jahr später erschien ihr zweites Album, Illustrated Songs, das im Juni 2012 auch in mehreren europäischen Staaten veröffentlicht wurde, unter anderem in Deutschland und der Schweiz.
Moreno hat in den vergangenen Jahren zahlreiche Konzerte in Nordamerika und Europa gegeben. Im August 2009 war sie auf der US-Tour von Tracy Chapman im Vorprogramm und ging anschließend mit ihrer Gesangskollegin Ani DiFranco auf Nordamerika-Tour. In Deutschland war sie Anfang 2011 im Vorprogramm von Nouvelle Vague. Darüber hinaus ging sie mehrmals mit ihrer Band auf Europatournee, vor allem Konzerte in Deutschland, Frankreich und den Niederlanden standen auf dem Programm.
Am 3. Mai 2012 sang Moreno zum 50-jährigen Jubiläum von Amnesty International u. a. mit Kris Kristofferson und Johnny Lang in Jay Lenos The Tonight Show. Einige Wochen später, am 23. Juni 2012, trat sie im Rahmen des Konzertes Electric Burma zu Ehren der Nobelpreisträgerin Aung San Suu Kyi gemeinsam mit u. a. Bono, Damien Rice, Bob Geldof, Angélique Kidjo auf.
Ihr Durchbruch in Lateinamerika gelang Moreno Anfang 2012 mit dem Duett Fuiste tú, mit ihrem Landsmann und Gesangskollegen Ricardo Arjona. Mit ihm trat sie anschließend in Lateinamerika in zahlreichen Konzerten im Rahmen seiner Metamorfosis World Tour auf. Im Mai 2012 unterzeichnete sie einen Plattenvertrag unter dem Label Metarmorfosis. Das erste Ergebnis der Zusammenarbeit ist die CD Postales, die am 4. September 2012 als rein spanischsprachiges Album in Lateinamerika und den Vereinigten Staaten erschienen ist.
Am 21. November 2013 erhielt Moreno den Latin Grammy in der Kategorie Beste Nachwuchskünstlerin (Mejor nuevo artista). 2014 war geprägt durch eine Welttournee, auf der sie Hugh Laurie & The Copper Bottom Band begleitete. Ende des Jahres erfolgte zudem die Veröffentlichung des Albums Posada, auf dem sie bekannte Weihnachtslieder – vor allem aus dem spanischsprachigen Raum – interpretiert. Zu Beginn des darauffolgenden Jahres wirkte sie als Gastmusikerin bei zwei Stücken des Albums Edge Of The Sun der US-Band Calexico mit. Zu hören ist sie auch in zwei Stücken auf Josh Nelsons Album LA Stories: Live at Sam First (2023).

### Einflüsse und Musikstil

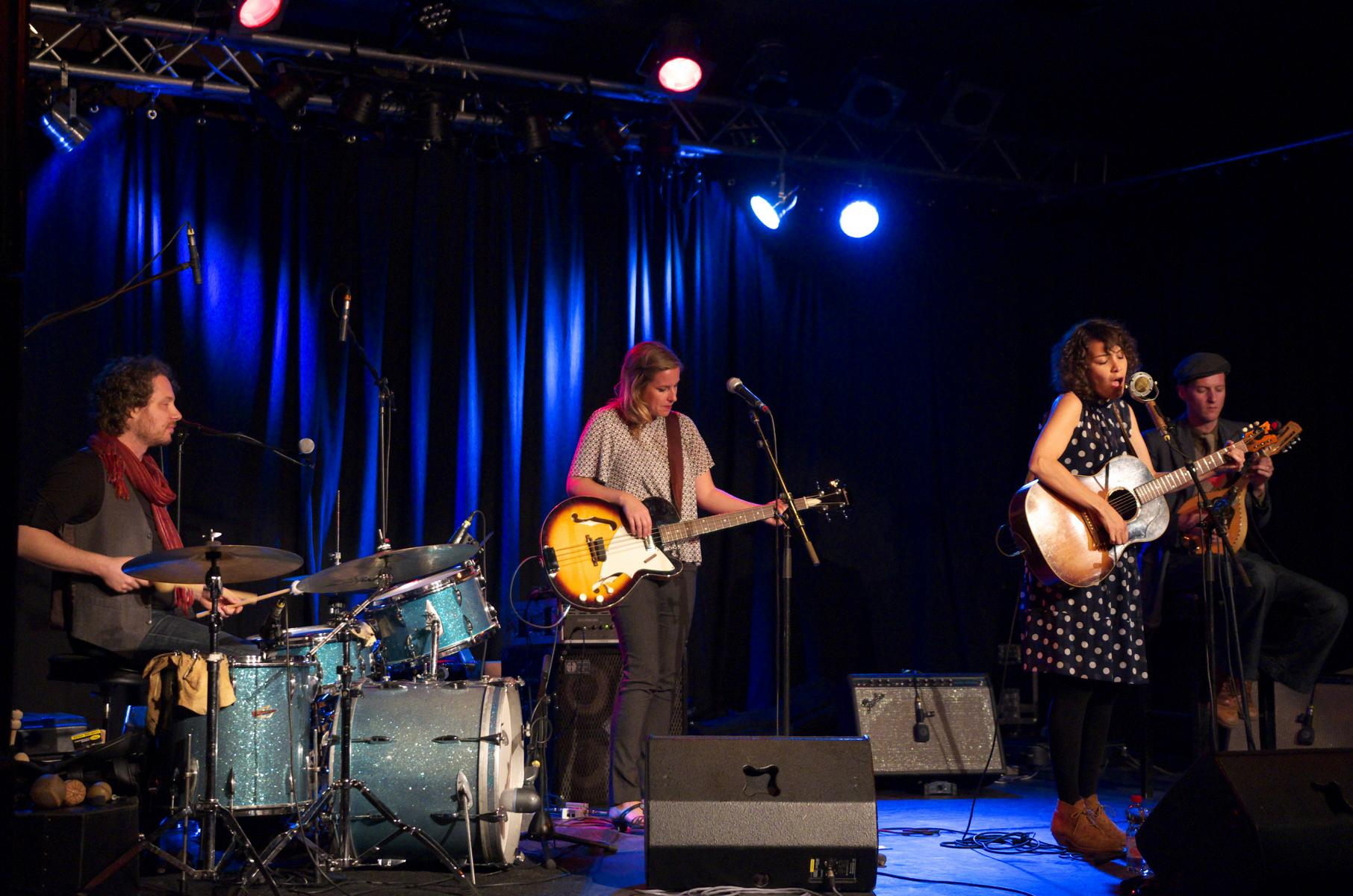
Gaby Moreno & Band in Friedrichshafen (2015)

Musikalisch ist Moreno von Musikern wie Robert Johnson, Louis Armstrong, Nina Simone und Ella Fitzgerald beeinflusst. Zudem findet man in ihren Liedern Elemente aus den 1920er-, 1930er- und 1940er-Jahren. Auf ihren Alben finden sich verschiedene Stilrichtungen, die von Soul, Folk, Blues, Rock über Bossa Nova und tropischer Musik bis hin zu lateinamerikanischen Einflüssen ihres Heimatstaates Guatemala reichen. Auf ihren ersten beiden Alben Still the Unknown und Illustrated Songs sind die Songs teils auf Englisch teils auf Spanisch gesungen. Ihr Stil erinnert an Sängerinnen wie Norah Jones, Katie Melua oder Rickie Lee Jones.

### Band
Begleitet wird Moreno auf vielen Konzerten von ihrer Band in folgender Besetzung:
- Arthur Braitsch: E-Gitarre, Ukulele und Gesang
- Leslie Lowe: Bass und Gesang
- Sebastian Aymanns: Schlagzeug, Percussion und Gesang

## Diskografie

### Singles
- 2009: Smile – Coverversion des von Charlie Chaplin geschriebenen Liedes für die oscargekrönte Dokumentation The Cove
- 2010: Quizas – Coverversion
- 2012: Ave Que Emigra

### Alben
- 2009: Still the Unknown
- 2010: A Good Old Christmastime (EP)
- 2011: Europäische Veröffentlichung von Still the Unknown
- 2011: Illustrated Songs
- 2012: Europäische Veröffentlichung von Illustrated Songs
- 2012: Postales
- 2014: Posada
- 2016: Illusion
- 2019: ¡Spangled!
- 2022: Alegoría

## Auszeichnungen & Nominierungen
- 2007: John Lennon Songwriter Award für das Lied Escondidos.
- 2010: Emmy-Nominierung in der Kategorie Beste Titelmusik (Outstanding Main Title Theme Music) für Moreno und Vincent Jones für die Komposition der Titelmelodie der NBC-Fernsehserie Parks and Recreation.
- 2010: Los Angeles Women In Music Comet Award.
- 2010: Favorite American Latino Indie Artist.
- 2012: Nominierung Latin Grammy in der Kategorie Record of the Year für das Lied Fuiste tú mit Ricardo Arjona.
- 2012: Nominierung Latin Grammy in der Kategorie Song of the Year für das Lied Fuiste tú mit Ricardo Arjona (Songwriter).
- 2013: Latin Grammy in der Kategorie Mejor Nueva Artista (Newcomer des Jahres).
- 2024: Grammy in der Kategorie Best Latin Pop Album.

## Tourneen & Auftritte (Auszug)

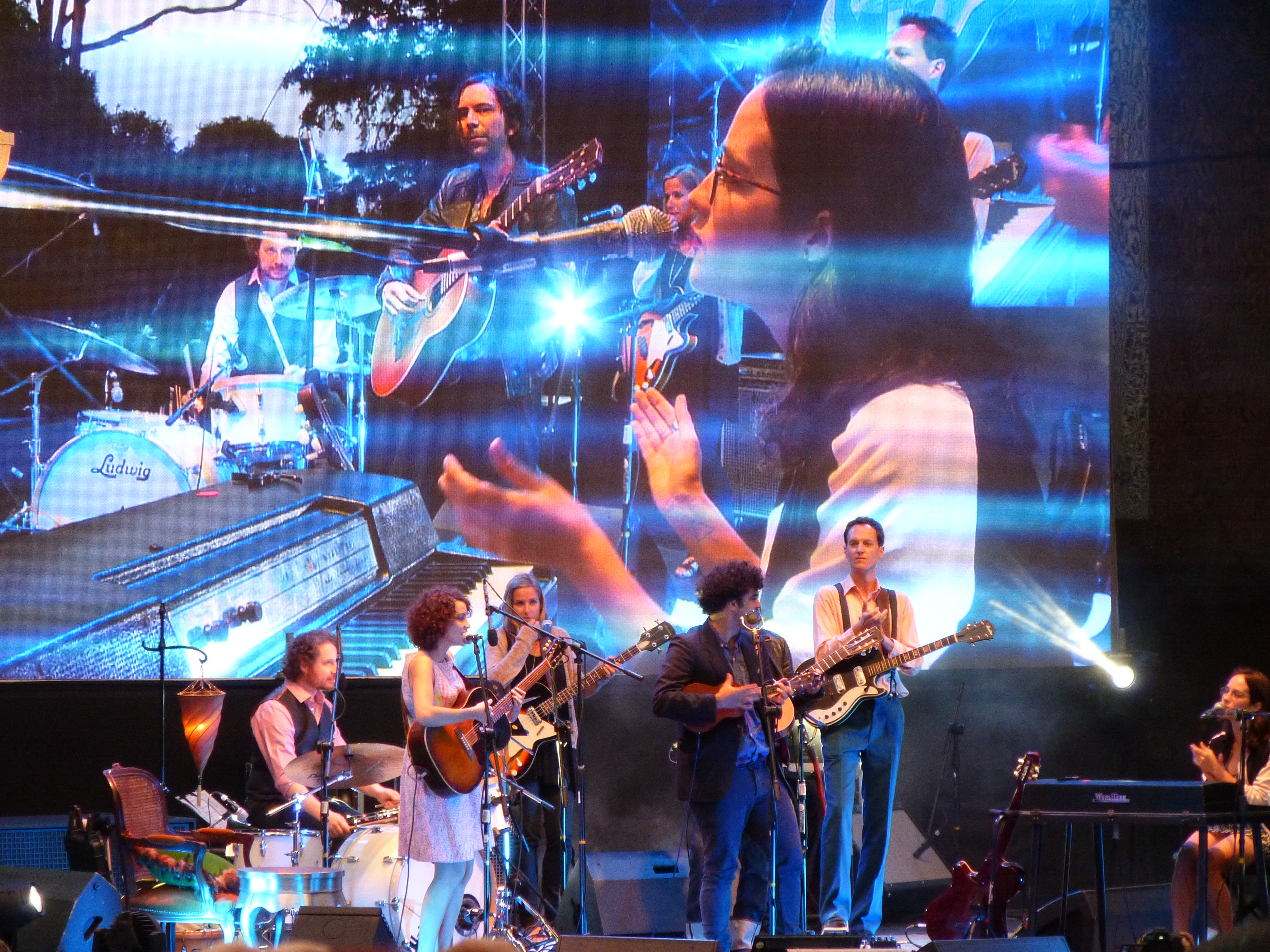
Gaby Moreno & Friends in Guatemala-Stadt (2015)

- 2009: US-Tour als Vorgruppe von Tracy Chapman.
- 2009/2010: Nordamerika-Tour mit Ani DiFranco.
- September/Oktober 2011: Gemeinsame Tour mit The Milk Carton Kids durch die Vereinigten Staaten und Kanada.
- Frühjahr 2012: Gemeinsame Konzertauftritte in Lateinamerika mit Ricardo Arjona im Rahmen seiner Metamorfosis World Tour.
- Juni 2012: Auftritt in The Tonight Show von Jay Leno zum 50-jährigen Jubiläum von Amnesty International, u. a. mit Kris Kristofferson.
- Mai/Juni 2012: Konzerte in Irland (Electric Burma zu Ehren von Aung San Suu Kyi gemeinsam mit u. a. Bono, Damien Rice, Bob Geldof, Angélique Kidjo), Deutschland, Frankreich und London (mit Van Dyke Parks).
- 2013: Tour mit Ricardo Arjona (Metamorfosis Tour).
- 2014: Tour mit Hugh Laurie & The Copper Bottom Band.
- Anfang 2015: US-Tour mit den Punch Brothers.
- Herbst 2015: Europa-Tour mit Calexico.
- 28. Februar/1. März 2015: Gaby Moreno & Friends Konzerte in Guatemala-Stadt, u. a. mit Oscar Isaac und Natalia Lafourcade.
- Regelmäßige Tourneen in Europa, zuletzt im Frühjahr 2015, u. a. in Deutschland, Österreich und der Schweiz.
- 1.–3. Juli 2016: Auftritt bei dem Liedermacher-Festival Songs an einem Sommerabend mit drei Liedern auf der CD.
- Im Oktober 2017 eine Tour durch Deutschland mit dem Special Guest Dannielle DeAndrea.
- Im November 2017 eine Tour durch Spanien.

## Varia
- Mit dem Titel des Albums Illustrated Songs spielt Moreno auf die 1920er- und 1930er-Jahre an. Damals waren Filmspulen nicht sehr lang und mussten daher oft gewechselt werden. Damit das Publikum sich dabei nicht langweilte, zeigte man kleine Diashows, die musikalisch untermalt wurden. Diese Art der Vorführung nannte man „Illustrated Songs“.
- Der aktuelle Text der guatemaltekischen Nationalhymne stammt von José María Bonilla Ruano, dem Großvater von Moreno.[8]